# Manuzi
Manuzi oder Manuziya war eine hethitische Stadt, die am Fuß des gleichnamigen Berges lag. Die unbedeutende Stadt lag nicht weit weg von Kummani, der Hauptstadt von Kizzuwatna, wo der Wettergott von Manuzi einen Tempel hatte.

## Wettergott von Manuzi
Der Wettergott von Manuzi (hurritisch: Teššub Manuzuḫi) war der Hauptgott in Kummani, wo er einen Tempel mit einem Orakel besaß. Seine Statuette ist ein Mann mit dem goldenen Adler Eribuški auf der Schulter. Der hethitische Großkönig Muršili II. bezeichnet sich auf einem Siegel als „Liebling des Wettergottes von Manuzi“. Allerdings verursachte dieser Gott auch seinen Sprachfehler. Das von der Königin Puduḫepa gestiftete ḫišuwa-Fest wurde jährlich dem Wettergott von Manuzi gefeiert, sofern er für das Heil der königlichen Familie sorgte. An diesem Fest wurden ihm unter anderem ein Ziegenbock als Heilsopfer und ein Vogel als Brandopfer dargebracht, zudem Früchte, Honig und Gebäck sowie Trankopfer aus silbernen Gefäßen.
Des Wettergottes Paredros ist die Göttin Lelluri von Manuzi, die mit ihm zusammen beopfert wird. Ihr Name auf -luri weist sie als Berggöttin aus. Dies wird dadurch bestätigt, dass ihre Statuette zusammen mit der des Berggottes Adalur von Ḫattušili I. als Beute aus der Stadt Ḫaššuwa nach Ḫattuša gebracht wurde. Im Tempel des Wettergottes von Manuzi steht zudem außer der Statutette auch der Steintisch der Lelluri.
Neben Lelluri werden noch diverse vergöttlichte Kultgegenstände sowie die „Götter von Manuzi“ (hurr. enna manuzuḫi) verehrt.

## Einzelbelege
1. ↑  Volkert Haas: Geschichte der hethitischen Religion; in HdO 1,15 (1994). ISBN 978-9-004-09799-5. S. 581